# John F. Hunter
John Feeney Hunter (* 19. Oktober 1896 in Ford City, Armstrong County, Pennsylvania; † 19. Dezember 1957 in Alexandria, Virginia) war ein US-amerikanischer Politiker. Von 1937 bis 1943 vertrat er den Bundesstaat Ohio im US-Repräsentantenhaus.

## Werdegang
Im Jahr 1907 zog John Hunter mit seinen Eltern nach Toledo in Ohio, wo er die öffentlichen Schulen besuchte. Nach einem anschließenden Jurastudium an der St. John’s University in Toledo und seiner 1918 erfolgten Zulassung als Rechtsanwalt begann er dort in diesem Beruf zu arbeiten. Im Jahr 1918 nahm er als Soldat der US Army noch an der Endphase des Ersten Weltkrieges teil. Politisch schloss er sich der Demokratischen Partei an. In den Jahren 1932, 1934, 1936, und 1938 nahm er als Delegierter an deren regionalen Parteitagen in Ohio teil. 1932 und 1936 war er Ersatzdelegierter („Alternate“) zu den jeweiligen Democratic National Conventions, auf denen Franklin D. Roosevelt als Präsidentschaftskandidat nominiert wurde. In den Jahren 1933 und 1934 saß Hunter als Abgeordneter im Repräsentantenhaus von Ohio; von 1935 bis 1936 gehörte er dem Staatssenat an.
Bei den Kongresswahlen des Jahres 1936 wurde Hunter im neunten Wahlbezirk von Ohio in das US-Repräsentantenhaus in Washington, D.C. gewählt, wo er am 3. Januar 1937 die Nachfolge des verstorbenen Warren J. Duffey antrat. Zweimal wiedergewählt absolvierte er bis zum 3. Januar 1943 drei Legislaturperioden im Kongress. Bis 1941 wurden dort die letzten der New-Deal-Gesetze der Bundesregierung unter Präsident Roosevelt verabschiedet. Ab 1941 war auch die Arbeit des Kongresses von den Ereignissen des Zweiten Weltkrieges geprägt.
Im Jahr 1942 wurde John Hunter nicht wiedergewählt. Nach dem Ende seiner Zeit im US-Repräsentantenhaus praktizierte er als Anwalt in Toledo und Washington. 1944 strebte er erfolglos die Rückkehr in das US-Repräsentantenhaus an. Er starb am 19. Dezember 1957 in Alexandria und wurde in Toledo beigesetzt.